# Крістофер Кернс (яхтсмен)
Крістофер Кернс (англ. Christopher Cairns, 1957) — австралійський яхтсмен.
Бронзовий призер Олімпійських Ігор 1984 року в класі Торнадо.